# Le avventure di Mr. Incredibile
Le avventure di Mr. Incredibile (Mr. Incredible and Pals) è un cortometraggio d'animazione del 2005, diretto da Roger Gould.
Il corto venne realizzato in 2D dalla Pixar Animation Studios e prodotto dalla Walt Disney Pictures. Basato sui protagonisti de Gli Incredibili - Una "normale" famiglia di supereroi, Le avventure di Mr. Incredibile venne distribuito insieme all'edizione a due dischi in DVD del film.
La tecnica a basso costo con cui venne realizzato è la stessa dei cartoni del sabato mattina trasmessi negli anni sessanta e settanta. Gli studi d'animazione venivano contattati per produrre grandi quantità di show, senza badare alla qualità del risultato finale. Queste serie sono state spesso criticate dal pubblico, dalla critica e dagli storici della televisione. Le avventure di Mr. Incredible ricalca questi prodotti e presenta diversi stereotipi del genere.
Le avventure di Mr. Incredible fu il primo corto prodotto dalla Pixar ad utilizzare questo stile d'animazione. Questa tecnica verrà poi riutilizzata nei cortometraggi Il tuo amico topo e Quando il giorno incontra la notte.

## Trama
Durante gli anni d'oro dei supereroi, Mr. Incredibile, l'amico Siberius e la loro spalla, il coniglietto Skiperdoo, sono impegnati nella lotta contro il crimine. La malvagia Lady Lightbug, creatura metà donna e metà lucciola, è intenzionata a sconfiggere i due supereroi una volta per tutte. Toglie così il ponte della città, in modo che gli abitanti non possano più attraversare il fiume. Mr. Incredibile si reca sul posto e trova una delle viti del ponte, radioattiva. Essendo la radioattività blu, l'eroe riconduce il crimine a Lady Lightbug.
Insieme ai due amici, Mr. Incredibile parte alla ricerca del nemico in un luna park abbandonato, dove è anche situato il ponte. Lady Lightbug esce allo scoperto e intrappola Siberius, mentre Mr. Incredibile tenta, inutilmente, di sconfiggerla lanciandole contro la ruota panoramica. Sale allora sulle montagne russe e, arrivato al punto più alto, si lancia in volo verso Lady Lightbug, catturandola.
Il ponte è nuovamente al suo posto e Lady Lightbug è stata imprigionata in una campana di vetro, appesa in cima al ponte.

### Commento audio
Oltre alle parodie di vari cartoni, il corto presenta una finta traccia audio, in cui Mr. Incredibile e Siberius si prestano in un commento audio. I due ammettono di aver visto il cartone circa trent'anni addietro e Mr. Incredibile spiega i vari retroscena della serie: i supereroi avevano concesso in licenza le loro immagini ad uno studio d'animazione, che produsse questo episodio pilota mai trasmesso.
In seguito i due si lamenteranno dell'animazione a basso costo; in particolare Siberius si arrabbierà per il fatto che il cartone ha rovinato la sua immagine.

## Accoglienza
Il corto è stato ben accolto dai fan e dalla critica specializzata, grazie alle varie citazioni e parodie dei cartoni del sabato mattina: Il Los Angeles Times lo accolse positivamente, affermando che «Questo cartone perduto vede Mr. Incredibile, Siberius e la loro spalla, Mr. Skiperdoo, impegnati a sconfiggere la malvagia Lady Lightbug. Semplicemente irresistibile», mentre Entertainment Weekly lo nominò il corto più divertente di tutto il DVD. Dello stesso parere il New York Times, che lo descrisse come una perfetta parodia dei cartoni appartenenti alla scuola di Clutch Cargo.